# Andrian Mardare
Andrian Mardare (ur. 20 czerwca 1995) – mołdawski lekkoatleta, specjalizujący się w rzucie oszczepem.
W 2011 był ósmy na mistrzostwach świata juniorów młodszych. Odpadł w eliminacjach mistrzostw Europy juniorów (2013). Zdobył brązowy medal podczas rozegranych w 2014 roku mistrzostw świata juniorów. Brązowy medalista młodzieżowych mistrzostw Europy (2017). Finalista mistrzostw Europy (2018). W 2021 zajął 7. miejsce podczas igrzysk olimpijskich w Tokio.
Medalista mistrzostw Mołdawii i reprezentant kraju w drużynowych mistrzostwach Europy oraz pucharze Europy w rzutach.
W 2019 zajął pierwsze miejsce podczas uniwersjady, jednak jego wynik został anulowany z powodu wykrycia w jego organizmie niedozwolonej ostaryny.
Rekord życiowy: 86,66 (8 maja 2021, Split) – rekord Mołdawii.

## Osiągnięcia
| Rok  | Impreza                                   | Miejsce          | Pozycja           | Wynik |
| ---- | ----------------------------------------- | ---------------- | ----------------- | ----- |
| 2013 | III liga drużynowych mistrzostw Europy    | Bańska Bystrzyca | 5. miejsce        | 67,36 |
| 2013 | Mistrzostwa Europy juniorów               | Rieti            | el. – 14. miejsce | 63,90 |
| 2014 | III liga drużynowych mistrzostw Europy    | Tbilisi          | 3. miejsce        | 69,11 |
| 2014 | Mistrzostwa świata juniorów               | Eugene           | 3. miejsce        | 72,81 |
| 2016 | Puchar Europy w rzutach                   | Arad             | 4. miejsce (U-23) | 72,04 |
| 2017 | Puchar Europy w rzutach                   | Las Palmas       | 1. miejsce (U-23) | 82,34 |
| 2017 | II liga drużynowych mistrzostw Europy     | Tel Awiw         | 1. miejsce        | 83,93 |
| 2017 | Młodzieżowe mistrzostwa Europy            | Bydgoszcz        | 3. miejsce        | 78,76 |
| 2017 | Mistrzostwa świata                        | Londyn           | el. – 17. miejsce | 80,18 |
| 2018 | Mistrzostwa Europy                        | Berlin           | 7. miejsce        | 81,54 |
| 2019 | Uniwersjada                               | Neapol           | DSQ               | 82,40 |
| 2021 | Puchar Europy w rzutach                   | Split            | 2. miejsce        | 86,66 |
| 2021 | III liga drużynowych mistrzostw Europy    | Limassol         | 1. miejsce        | 82,57 |
| 2021 | Igrzyska olimpijskie                      | Tokio            | 7. miejsce        | 83,30 |
| 2022 | Mistrzostwa świata                        | Eugene           | 7. miejsce        | 82,26 |
| 2022 | Mistrzostwa Europy                        | Monachium        | 7. miejsce        | 77,49 |
| 2023 | II dywizja drużynowych mistrzostw Europy  | Chorzów          | 3. miejsce        | 80,16 |
| 2023 | Mistrzostwa świata                        | Budapeszt        | 11. miejsce       | 79,66 |
| 2024 | Mistrzostwa Europy                        | Rzym             | 11. miejsce       | 80,22 |
| 2024 | Igrzyska olimpijskie                      | Paryż            | 12. miejsce       | 80,10 |
| 2025 | III dywizja drużynowych mistrzostw Europy | Maribor          | 1. miejsce        | 81,07 |